# For All Kings
For All Kings ist das elfte Studioalbum der US-amerikanischen Thrash-Metal-Band Anthrax aus dem Jahr 2016.

## Hintergrund
Das Album wurde von 2014 bis 2015 in den Studios TRS West (Sherman Oaks, Kalifornien), Serenity West Recording (Hollywood, Kalifornien), Steakhouse Studios (Burbank, Kalifornien), Downtown Music Studios (New York City) sowie den Swing House Studios (Los Angeles, Kalifornien) eingespielt. Jay Ruston produzierte es. Erstmals ist Jon Donais an der Leadgitarre zu hören, er ersetzte Rob Caggiano. Das Albumartwork stammt von Alex Ross.

## Titelliste
Alle Songs wurden von Joey Belladonna, Frank Bello, Charlie Benante und Scott Ian geschrieben.
| Nr.          | Titel                 | Länge |
| ------------ | --------------------- | ----- |
| 1.           | Impaled               | 1:31  |
| 2.           | You Gotta Believe     | 6:00  |
| 3.           | Monster at the End    | 3:55  |
| 4.           | For All Kings         | 5:00  |
| 5.           | Breathing Lightning   | 5:37  |
| 6.           | Breathing Out         | 0:55  |
| 7.           | Suzerain              | 4:53  |
| 8.           | Evil Twin             | 4:40  |
| 9.           | Blood Eagle Wings     | 7:53  |
| 10.          | Defend/Avenge         | 5:13  |
| 11.          | All of Them Thieves   | 5:14  |
| 12.          | This Battle Chose Us! | 4:53  |
| 13.          | Zero Tolerance        | 3:48  |
| Gesamtlänge: | Gesamtlänge:          | 59:34 |

Anmerkung: Die Megaforce iTunes/Download-Version des Albums fasst die Titel "Impaled" / "You Gotta Believe" und "Breathing Lightning" / "Breathing Out" jeweils als einen Titel zusammen, mit Laufzeiten 7:32 beziehungsweise 6:33.
| Nr.          | Titel                           | Länge |
| ------------ | ------------------------------- | ----- |
| 1.           | Fight ’Em ’Til You Can’t (live) | 6:10  |
| 2.           | A.I.R. (live)                   | 6:37  |
| 3.           | Caught in a Mosh (live)         | 5:18  |
| 4.           | Madhouse (live)                 | 4:05  |
| Gesamtlänge: | Gesamtlänge:                    | 24:10 |

| Nr.          | Titel              | Länge |
| ------------ | ------------------ | ----- |
| 14.          | Vice of the People | 5:18  |
| Gesamtlänge: | Gesamtlänge:       | 64:52 |

Auf dem 2016 erschienenen Limited Edition Box Set Vinyl-Album ist der Bonustrack Carry On enthalten, eine sehr eng an das Original angelehnte Interpretation des Titels Carry On Wayward Son der US-amerikanischen Progressive-Rock-Band Kansas aus dem Jahr 1976. 2017 wurde der Titel als 12"-Maxisingle ausgekoppelt, dessen Plattenhülle ebenso das Coverart des Kansas-Albums Leftoverture parodiert.

## Mitwirkende
Anthrax
- Joey Belladonna – lead vocals
- Scott Ian – rhythm guitar, backing vocals
- Jonathan Donais – lead guitar, backing vocals
- Frank Bello – bass, backing vocals
- Charlie Benante – drums, additional guitars, acoustic guitar

Production
- Jay Ruston – production, mixing
- Paul Logus – mastering at PLX Mastering, NYC
- James Ingram – engineering
- Josh Newell – engineering
- Michael Peterson – engineering
- Asim Ali – additional engineering
- Andy Lagis – additional engineering
- Alex Elsammak – assistant engineering
- Ken Eisennagel – assistant engineering
- Molly Martin – assistant engineering
- Tony Perry – assistant engineering
- Michael Miller – drum technician
- Ian Galloway – guitar technician

Artwork and packaging
- Alex Ross – album artwork
- Charlie Benante – album design
- Douglas Hesser – graphic design
- Stephen Thompson – additional art

## Rezeption
Das Album erreichte Platz fünf in Deutschland sowie Platz 21 im Vereinigten Königreich, Platz neun in den Billboard 200, Platz 14 in Österreich und Platz acht in der Schweiz. Im deutschen Metal Hammer vergab Mark Halupczok fünf von sieben Punkten. Er schrieb: "Wer wie Anthrax einen Katalog an Alben mit sich herumschleppt, muss damit leben, dass das aktuelle Werk an der eigenen Historie gemessen wird. Und da schneidet FOR ALL KINGS überdurchschnittlich gut ab. (...) Füller sind auch nach zigfachem Durchlauf nicht auszumachen, sodass Scott Ian und seinen Mannen zum stärksten Anthrax-Album seit vielen Jahren – oder gar Jahrzehnten – gratuliert werden darf." James Christopher Monger schrieb bei AllMusic: "The riffs are punchy, the drumming relentless, and nary a note is wasted, and it strikes that balance between artistry and economy that has always made Anthrax an elite metal force. " Die Bewertung lag bei 3,5 von fünf Sternen.